# Bittacus taraiensis
Bittacus taraiensis is een schorpioenvlieg uit de familie van de hangvliegen (Bittacidae). De wetenschappelijke naam van de soort is voor het eerst geldig gepubliceerd door Penny in 1969.
De soort komt voor in India.